# Гавайский антициклон
Гава́йский антициклон (Гавайский максимум) (англ. North Pacific High) — субтропический антициклон, или область высокого атмосферного давления в районе Гавайских островов.
Эта зона выделяется на среднегодовых климатических картах в тропических водах северной части Тихого океана. Она является результатом преобладающего наличия в этом районе обширных и интенсивных, теплых и высоких малоподвижных антициклонов. Подвержена сезонным миграциям, летом перемещается на север.
Это результат преобладания в данном регионе антициклонов над циклонами. Среднее давление в центре антициклона в январе свыше 1022 мб, в июле свыше 1026 мб.

## Синонимы
- Северотихоокеанский антициклон (максимум)
- Гонолульский антициклон (максимум)[2]